# 7689 Reinerstoss
7689 Reinerstoss eller 4036 P-L är en asteroid i huvudbältet som upptäcktes den 24 september 1960 av den nederländsk-amerikanske astronomen Tom Gehrels och det nederländska astronomparet Ingrid van Houten-Groeneveld och Cornelis Johannes van Houten vid Palomarobservatoriet. Den är uppkallad efter den tyske amatörastronomen Reiner Michael Stoss.
Asteroiden har en diameter på ungefär 4 kilometer och den tillhör asteroidgruppen Koronis.